# 穆斯泰
穆斯泰（法語：Moustey，法語發音：[mustɛj]）是法国朗德省的一个市镇，属于蒙德马桑区。

## 地理
穆斯泰（44°21'33"N, 0°45'38"W）面积67.31 平方千米，位于法国新阿基坦大区朗德省，该省份为法国西南部沿海省份，是法國本土面积第二大的省，北起吉倫特省，西临大西洋，南至大西洋比利牛斯省，东临热尔省，东北与洛特-加龍省接壤。
与穆斯泰接壤的市镇（或旧市镇、城区）包括：伯兰-贝列、贝拉德、马诺、皮索斯、索尼亚克和米雷。

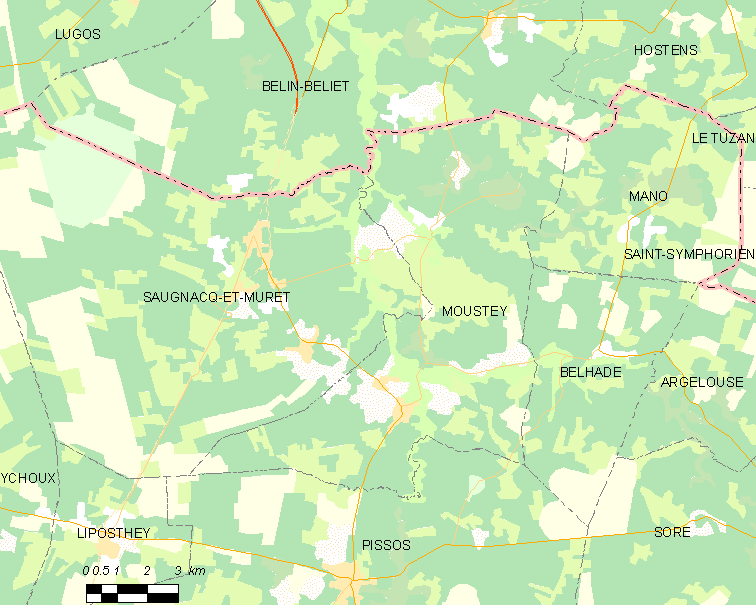
穆斯泰的OSM定位图

穆斯泰的时区为UTC+01:00、UTC+02:00（夏令时）。

## 行政
穆斯泰的邮政编码为40410，INSEE市镇编码为40200。

## 政治
穆斯泰所属的省级选区为大湖县。

## 人口

1962-2008年间穆斯泰人口变化图示

穆斯泰于2022年1月1日时的人口数量为755人。